# 祯祥镇
祯祥镇，是中华人民共和国黑龙江省绥化市青冈县下辖的一个行政建制镇。

## 行政区划
祯祥镇下辖以下地区：
祯祥村、北冈村、兆林村、民意村、福禄村、庆华村、新兴村、东兴村、永胜村、自新村、民合村、吉祥村、北安村和吉兴村。